# Ordem dos Comissários

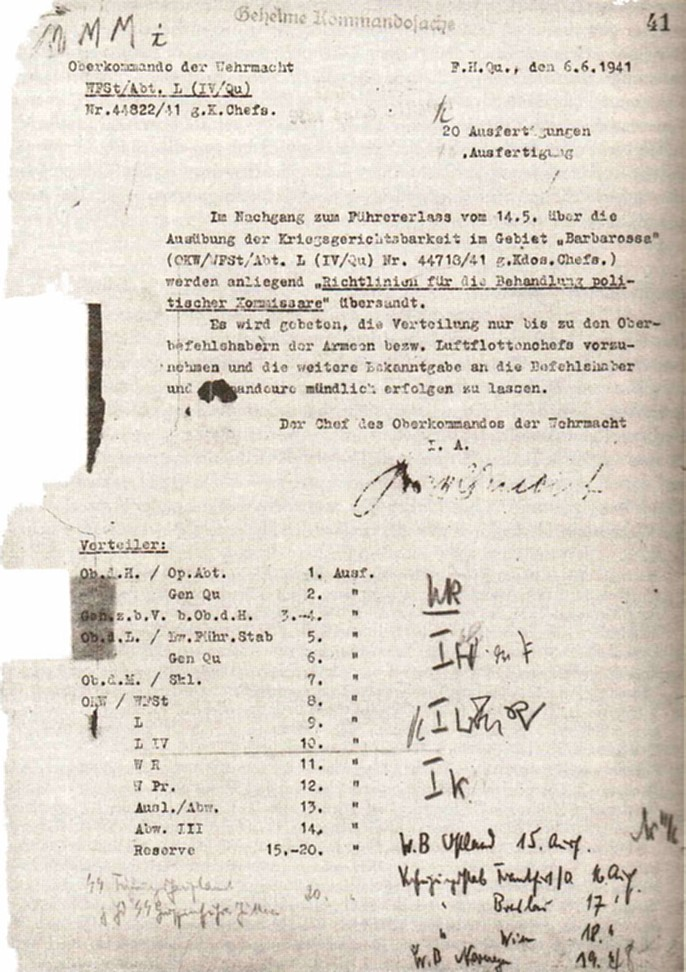
Primeira página da Ordem dos Comissários, datada de 6 de junho de 1941.

A dita Ordem dos Comissários (em alemão:  Kommissarbefehl), cujo nome oficial é Diretrizes para o Tratamento de Comissários Políticos (em alemão:  Richtlinien für die Behandlung politischer Kommissare), é um documento imperativo emitido pelo Alto Comando do Terceiro Reich (OKW) em 6 de junho de 1941, antes da Operação Barbarossa, a invasão da União Soviética. Esse documento instruiu a Wehrmacht e executar sumariamente todo comissário político soviético identificado dentre as tropas capturadas, sob a alegação de serem promotores da ideologia do bolchevismo judaico dentre as forças armadas.
De acordo com a ordem, todos os prisioneiros que pudessem ser identificados como "completamente convertidos ou como representantes ativos da ideologia bolchevique" deveriam ser imediatamente mortos.

## História
O planejamento da Operação Barbarossa começou em junho de 1940. Em dezembro de 1940, Adolf Hitler começou a enviar diretivas preliminares para generais de alta patente instruindo como a guerra deveria ser realizada, dando-lhe a oportunidade de avaliar a reação desses generais sobre questões tais como a colaboração com as SS no processamento "inofensivo" dos bolcheviques. Por essa época a Wehrmacht se encontrava em certa medida politizada, tendo participado nas mortes extrajudiciais de Ernst Rohm e se seus associados, em 1934, de comunistas na região dos Sudetas, em 1938, e de exilados políticos tchecos e alemães na França, em 1940. No dia 3 de março de 1941 Hitler explicou aos seus mais próximos conselheiros militares como uma guerra de aniquilação estava para ser travada. No mesmo dia, instruções incorporando as exigências de Hitler foram enviadas à Seção L do Oberkommando der Wehrmacht (OKW), sob o comando de seu chefe adjunto Walter Warlimont. Essas instruções forneceram as bases para as "Diretrizes em Áreas Especiais para Instruções de nº 21 (Caso Barbarossa)", discutindo, entre outros assuntos, a interação entre o exército e a SS no teatro de operações com o objetivo de "neutralizar rapidamente líderes bolcheviques e comissários".
Discussões continuaram no dia 17 de março, durante uma conferência em que estavam presentes o chefe do OKH, General Franz Halder, seu Intendente-Geral, Eduard Wagner e o chefe do Departamento Operacional do OKH, Adolf Heusinger. Segundo Halder citou em seu diário de guerra em 17 de março, Hitler declarou na ocasião que "a intelligentsia estabelecida por Stalin deve ser exterminada. A mais brutal violência deve ser usado contra o Grande Império Russo".
No dia 30 de março, Hitler falou a mais de 200 oficiais superiores na Chancelaria do Reich. Entre os presentes estava Halder, que registrou os pontos-chave do discurso. Hitler argumentou que a guerra contra a União Soviética "não pode ser conduzida de maneira cavalheiresca", porque tratava-se de um choque de "ideologias e diferenças raciais". Ele ainda declarou que os comissários soviéticos deveriam ser "liquidados" sem misericórdia, porque eles eram os "portadores de ideologias diretamente opostas ao Nacional-Socialismo". Hitler determinou a "aniquilação de comissários bolcheviques e da intelligentsia comunista", lançando assim as bases para a posterior Ordem dos Comissários, descartou a possibilidade de cortes marciais para crimes cometidos por tropas alemãs, e enfatizou a natureza diferente da guerra no leste daquela no oeste.
"A guerra contra a Rússia será tal que não poderá ser conduzida de forma cavalheiresca. Esta luta é uma luta de ideologias e diferenças raciais com uma dureza sem precedentes, impiedosa e implacável. Todos os oficiais terão de se livrar de ideologias obsoletas. Eu sei que a necessidade de tais meios de travar a guerra está além da compreensão de vocês, generais, mas... insisto absolutamente que minhas ordens sejam executadas sem contradição."
[...]
"Os comissários são os portadores de ideologias diretamente opostas ao nacional-socialismo. Portanto, os comissários serão liquidados. Soldados alemães culpados de violar a lei internacional... serão dispensados. A Rússia não participou na Convenção de Haia e, portanto, não tem direitos ao abrigo da mesma."— Adolf Hitler a seus generais, 30 de março de 1941.
Hitler tinha consciência que esta ordem era ilegal, mas, pessoalmente, isentou antecipadamente qualquer soldado alemão que violasse o direito internacional ao impor esta ordem. Ele erroneamente afirmou que as Convenções de Haia de 1899 e 1907 não se aplicam ao caso, já que os soviéticos não a tinham assinado. Na verdade, a Rússia tinha assinado essas convenções.
A União Soviética, como uma entidade distinta do Império Russo, não tinha, de fato, assinado a Convenção de Genebra de 1929, no entanto, a Alemanha o fez e por isso estava sujeita ao seu artigo 82, que afirma que "No caso de, em tempo de guerra, um dos beligerantes não ser parte da Convenção, as suas disposições contudo permanecerão em vigor para os beligerantes que são partes na mesma".

## Conteúdo
A Ordem dos Comissários tem o seguinte conteúdo:
Diretrizes para o Tratamento de Comissários Políticos
Na batalha contra o bolchevismo, não se deve contar com a aderência do inimigo aos princípios da humanidade ou do direito internacional. Em particular, é de se esperar que aqueles de nós que forem feitos prisioneiros sejam tratados com ódio, crueldade e desumanidade por comissários políticos de todo tipo.As tropas devem estar cientes de que:1. Nesta batalha, a misericórdia ou as considerações de direito internacional são falsas. Eles são um perigo para nossa própria segurança e para a rápida pacificação dos territórios conquistados.2. Os criadores dos métodos bárbaros, asiáticos, de guerra, são os comissários políticos. Portanto, devem ser tomadas medidas imediatas e sem hesitação contra eles. Eles são, portanto, quando capturados em batalha, despachados por armas de fogo como questão de rotina.Também se aplicam as seguintes disposições:3. [...] Os comissários políticos como agentes das tropas inimigas são reconhecíveis a partir de seu crachá especial - uma estrela vermelha com um martelo tecido em ouro e uma foice nas mangas [...] Eles devem ser separados dos prisioneiros de guerra imediatamente, ou seja, já no campo de batalha. Isso é necessário para que se remova sua possibilidade de influenciar soldados capturados. Estes comissários não devem ser reconhecidos como soldados; A proteção de prisioneiros de guerra pelo direito internacional não se aplica a eles. Quando eles foram separados, eles devem ser finalizados.4. Os comissários políticos que não são culpados de qualquer ação inimiga, nem são suspeitos de tais, temporariamente devem ser deixados de lado. Só após uma maior penetração no país será possível decidir se os funcionários restantes podem ser deixados onde se encontram ou entregues aos Sonderkommandos. O objetivo é que esses últimos realizem sua avaliação.Ao julgar a questão "culpado ou não culpado", a atitude e o comportamento do comissário deve, por uma questão de princípio, contar mais do que os fatos do caso, que podem não serem possíveis de comprovar.

## Resposta
O primeiro rascunho da Ordem dos Comissários foi emitida pelo General Eugen Müller em 6 de Maio de 1941, e ordenava o fuzilamento de todos os comissários, a fim de evitar que qualquer comissário capturado chegasse a um campo de prisioneiros da Alemanha. O historiador alemão Hans-Adolf Jacobsen escreveu:
Nunca houve qualquer dúvida na mente dos comandantes do exército alemão de que a ordem deliberadamente infringia o direito internacional; isso é evidenciado pelo número anormalmente reduzido de cópias impressas da Kommissarbefehl que foram distribuídos.
O parágrafo em que o General Müller conclamava os comandantes do exército a evitar "excessos" foi removido a pedido do OKW. Brauchitsch alterou a ordem em 24 de maio de 1941, anexando o parágrafo de Müller e pedindo ao exército para que mantivesse a disciplina na execução da ordem. O projeto final da ordem foi emitido pelo OKW em 6 de junho de 1941, e foi restrito aos mais altos comandantes, que foram instruídos a informar verbalmente seus subordinados.
Propaganda nazista apresentou Barbarossa como uma guerra ideológica-racial entre o Nacional-Socialismo alemão e o "Bolchevismo Judaico", desumanizando o inimigo soviético como uma força de Untermensch (sub-humanos) eslavos e selvagens "asiáticos" envolvidos em "métodos  de luta asiáticos bárbaros", que eram comandados por comissários judeu malvados, aos quais as tropas alemãs não deveriam conceder misericórdia. A grande maioria dos oficiais e soldados da Wehrmacht tenderam a considerar a guerra em termos nazistas, vendo seus adversários soviéticos como sub-humanos.
A aplicação da Ordem dos Comissários levou a milhares de execuções sumárias. O historiador alemão Jürgen Förster escreveu, em 1989, que simplesmente não é verdade que a Ordem dos Comissários não foi aplicada, como a maioria dos comandantes do exército alemão afirma em suas memórias e vinha sendo apoiado por alguns historiadores como Ernst Nolte. Todos os generais alemães aplicaram o Comissário da Ordem. Erich von Manstein passou a Ordem dos Comissários aos seus subordinados, que executaram todos os comissários capturados, algo pelo qual ele foi condenado por um tribunal britânico em 1949. Após a guerra, Manstein mentiu sobre  desobedecer a Ordem dos Comissários, dizendo que tinha sido contrário a ela.
Em 23 de setembro de 1941, depois de vários comandantes da Wehrmacht pedirem para abrandar a Ordem dos Comissários como uma forma de incentivar o Exército Vermelho a render-se, Hitler recusou "qualquer modificação das ordens existentes sobre o tratamento de comissários políticos".
Quando a Ordem dos Comissários tornou-se conhecida entre o Exército Vermelho, esse retardou ou proibiu rendições para a Wehrmacht. Este efeito indesejado foi citado em apelos alemães a Hitler (por exemplo por Claus von Stauffenberg), que finalmente cancelou a Ordem dos Comissários depois de um ano, em 6 de maio de 1942. A ordem foi usada como evidência nos Julgamentos de Nuremberga e como parte da questão mais ampla se os generais alemães eram obrigados a seguir as ordens de Hitler mesmo sabendo que essas ordens eram ilegais.